# Исламский легион
Исламский легион (араб. الفيلق الإسلامي‎) — бывшее войсковое подразделение, финансировавшееся Ливией. Комплектовалось наёмниками из арабских стран. Легион был частью мечты Муаммара Каддафи о создании Великого исламского государства Сахеля .

## Создание
В 1972 году по инициативе Муамар Каддафи был создан Исламский легион, как инструмент для унификации и арабизации региона. Приоритетной целью легиона был захват Чада.

## История легиона
Исламский легион, в основном, состоял из иммигрантов из бедных стран Сахеля, также в нём служили несколько тысяч пакистанцев, которые были завербованы ливийским правительством в 1981 году с ложным обещанием дать рабочие места в Ливии после службы. Бойцы легиона были иммигрантами из самых разных стран, и как правило имели недостаточно хорошую военную подготовку. Французский журналист, говоря о участии легиона в конфликте в Чаде, отметил, что среди легионеров были иностранцы: арабы и негры, наёмники которые приехали в Ливию, надеясь найти себе работу, но в итоге подписали контракт на военную службу в Исламском легионе и были вынуждены идти и сражаться в неизвестной пустыне.
В соответствии с отчётом, опубликованным Международным институтом стратегических исследований, в легионе была одна танковая и одна пехотная бригады, также была бригада парашютистов и спецназовцев. Вооружение легиона состояло из танков Т-54 и Т-55, бронетранспортёров и бронированных автомобилей.
По приказу Каддафи легионеров направляли для участия в военных действиях в другие страны, такие как: Уганда, Палестина, Ливан и Сирия. Главное сражение легиона связано с ливийско-чадской войной, где уже в 1980 году 7.000 легионеров приняли участие во второй битве за Нджамену, эта битва впервые показала несостоятельность легиона как военного подразделения. Марксистский режим Бенина, сообщал о наличии легионеров в 1983 году в Чаде. В начале 1987 года правительство Ливии сделало заявление, что в Дарфуре находится 2000 легионеров. В результате действий исламских легионеров в Дарфуре, погибло около 9000 человек в период между 1985 и 1988 годов.
Легион также оставил сильное влияние на жизни туарегов в Мали и Нигере. Серия сильных засух вынудила многих молодых туарегов иммигрировать в Ливию, где многие из них попали в Исламский легион. Туареги-наёмники прошли боевую подготовку и получили инструктаж вести боевые действия против правительств Мали и Нигера. После расформирования легиона, эти наёмники вернулись в свои родные страны и сыграли важную роль в восстаниях туарегов, которые разразились в двух странах в 1990 году. 
Легион был распущен по приказу Каддафи в 1987 году, после поражения Ливии в войне с Чадом. Но последствия существования легиона в этом регионе все ещё ощущаются. Некоторые из лидеров вооружённого формирования Джанджавид, прошли боевую подготовку в составе Исламского легиона в Ливии.